# Yancheng
Pour les articles homonymes, voir Yancheng (homonymie).
Yancheng (chinois : 盐城市 ; pinyin : Yánchéng shì) est une ville du nord-est de la province du Jiangsu en Chine. Sa population est de près de 8 millions d'habitants en 2004.

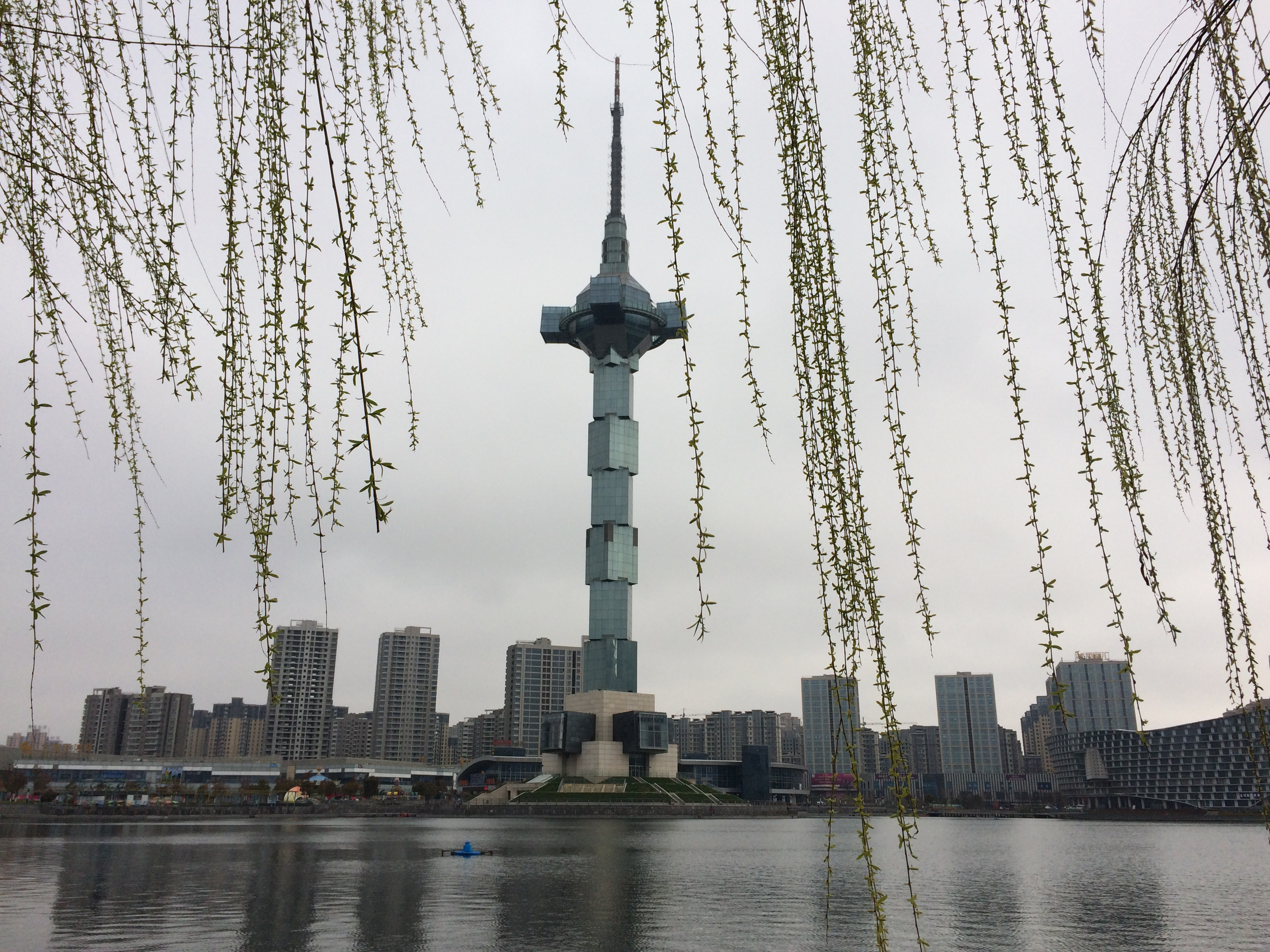
Tour de télévision de Yancheng

La ville connait un essor économique important grâce à la montée en puissance du constructeur sud-coréen Kia et sa coentreprise locale DYK (Dongfeng Yueda Kia). En 2013, se construisent deux nouvelles usines de production et un centre de R&D.
En mars 2019, une explosion dans une usine de produits chimiques du groupe Tianjiayi fait au moins 78 morts.

## Personnalités nées à Yancheng
- Wang Xudong, ministre de l'Industrie informatique
- Qiao Guanhua, ministre des Affaires étrangères
- Lu Xiufu, commandant sous les Song
- Hau Pei-tsun, général

## Subdivisions administratives
La ville-préfecture de Yancheng exerce sa juridiction sur neuf subdivisions - deux districts, deux villes-districts et cinq xian :
- le district de Tinghu - 亭湖区 Tínghú Qū ;
- le district de Yandu - 盐都区 Yándū Qū ;
- la ville de Dongtai - 东台市 Dōngtái Shì ;
- la ville de Dafeng - 大丰市 Dàfēng Shì ;
- le xian de Sheyang - 射阳县 Shèyáng Xiàn ;
- le xian de Funing - 阜宁县 Fùníng Xiàn ;
- le xian de Binhai - 滨海县 Bīnhǎi Xiàn ;
- le xian de Xiangshui - 响水县 Xiǎngshuǐ Xiàn ;
- le xian de Jianhu - 建湖县 Jiànhú Xiàn.